# نربوته بیگ
نربوته بیگ (عبدالحمید) (حدود ۱۷۴۹ تا حدود ۱۸۰۱) از خان‌های خانات خوقند بود. نام او را در فارسی ناربوتو بی هم نوشته‌اند.
در مورد نربوته، نکته عجیب آن است که منابع یاً اصلاً وی را نمی‌شمارند یا از وی با اشارهای کوچک گذر می‌کنند. حکومت وی تنها سی سال افول برای دولت مینگ بوده‌است.
یکی از منابع در مورد او می‌نویسد: «در ایامی که امیر شاه مراد حاکم بخارا به حیات خود یود در خوقند نربوته خان اوزبک حاکم بود. شخص ساده‌لوح بود، سکه و خطبه به نامش نبود، مدت مدید حکومت چون فوت شد، ولد ارشدش عالم بیک جانشین پدر شد.»
نربوته بیگ و اردنه بیگ، شاید واقعاً نادانسته، بحث مشروعیت در خاندان مینگ را یک مرحله دیگر پیش بردند؛ به این ترتیب که با خانوده‌ای از سادات علوی وصلت کردند و موجب شدند که از این پس لفظ سید به اول نام خان‌های خوقند اضافه گردد مثل سید خدایار خان معروف.
زنبق نربوته گویا به نام نربوته بیگ نامیده شده‌است.